# Tantu Beats
Tantu Beats (Utrecht, 3 september 1993), artiestennaam van Teun de Kruif, is een Nederlandse muziekproducent, dj en tekstschrijver. Hij is voornamelijk bekend door zijn werk samen met Joost Klein. Naast zijn werk met andere artiesten, produceert en verkoopt hij ook zelf losse beats. De Kruif heeft tevens bijgedragen als producer aan de Nederlandse inzending voor het Eurovisiesongfestival van 2024 in Malmö, met het nummer Europapa.

## Biografie
De Kruif was een fanatieke skateboarder, maar toen hij op zijn veertiende door een knieblessure niet meer kon skaten, besloot hij hiphopbeats te maken in FL Studio. In 2009 begon De Kruif met het uploaden van beats op het internet, waaronder YouTube en Myspace. In 2010 startte hij met een vriend een website waar hij beats onder een niet-exclusieve licentie verkocht.
Na zijn vwo-opleiding koos De Kruif aanvankelijk voor een studie communicatiewetenschappen in Amsterdam, maar al snel besefte hij dat dit niet zijn passie was. Hij koos uiteindelijk voor Muziek en Technologie aan de HKU. In 2014 begon hij fulltime met muziek maken en volgde 's avonds de vooropleiding aan de HKU, waarna hij werd toegelaten tot de volledige opleiding. Hoewel zijn bedrijf al sinds 2012 succesvol was, wilde hij toch een relevante studie volgen om zijn technische kennis te verbreden.
In 2017 liep hij stage bij BeatStars, een Amerikaans muzieklicentieplatform gevestigd in Austin, Texas.
In januari 2018 kreeg hij een bericht van de Italiaanse rapper Gemitaiz die een beat van hem wilde kopen. Dit was voor het nummer Questa Qua. Eind april van dat jaar kwam het album binnen op nummer één van de Italiaanse album top 100.
Aanvankelijk produceerde hij zijn beats vanuit een studentenkamer in Zuilen, maar verhuisde in 2021 naar Berlijn.
Hij is bekend als de vaste producent van Joost Klein en heeft met hem meerdere albums geproduceerd. Hun samenwerking droeg bij aan de heropleving van gabberpop met nummers als Wachtmuziek, Friesenjung, Droom Groot en het Eurovisiesongfestival-lied Europapa. Daarnaast heeft hij ook geproduceerd voor onder andere Higher Brothers, bbno$, Paulo Londra, Cosculluela, Anees, Tai Verdes, S10 en Merol.

## Discografie

### Albums
| Jaar | Titel                    |
| ---- | ------------------------ |
| 2021 | Meditate [Beat Tape]     |
| 2020 | Bounce House [Beat Tape] |
| 2014 | Language of Beats        |

### Singles
| Jaar | Titel                                  | Opmerkingen |
| ---- | -------------------------------------- | ----------- |
| 2023 | Tantu Beats Anthem (met Albino Sports) | Geen album  |

## Prijzen
- 2019: Song van het Jaar, een prijs van 3voor12, voor het nummer Hou Je Bek En Bef Me van Merol[6]
- 2021: Bronze Lamp, een prijs van de Dutch Creativity Awards, in de categorie music, voor de muziek in de reclamecampagne KFC - United by the Bucket[7]
- 2022: Friese Song van het Jaar, een prijs van Friesland Pop, voor het nummer Fryslân Bop[8]
- 2023: 1LIVE Krone, een prijs van radiozender 1 Live, in de categorie Bester Song, voor het nummer Friesenjung (gedeeld met Joost Klein, Ski Aggu en Otto Waalkes)[9]
- 2023: Friese Song van het Jaar, een prijs van Friesland Pop, voor het nummer Friesenjung (gedeeld met Joost Klein, Ski Aggu en Otto Waalkes)[10]
- 2024: Buma Award Internationaal (plek 5), een prijs van BumaStemra, voor het nummer Friesenjung (gedeeld met Joost Klein, Ski Aggu en Otto Waalkes)[11]